# Кауры
Кауры — существовавшее ещё к началу XX века племя неарийского происхождения в западной Ост-Индии, жившее около Удайпура на самом западе Нагпура .
Исследовалось британским полковником Дальтоном.
Согласно опубликованному труду Дальтона (1872), кауры имели тёмный цвет кожи, почти чёрный, и грубые черты лица: широкий нос, большой рот, толстые губы. Говорили на языке хинди (арийском, новоиндийском). Были довольно цивилизованы, большие ремесленники и обладали известным благосостоянием. В пище были неразборчивы и ели многое, что считалось индусами нечистым; брахманов не уважали, но поклонялись Шиве; мёртвых погребали.
Были, очевидно, потомками тех чёрных «дасью», с которыми вели борьбу ведийские индусы. Сами они считали себя потомками героя «Махабхараты» — Куру.